# The Atlantic
The Atlantic er et amerikansk magasin og medieudgiver i Washington D.C. Magasinet bringer artikler om amerikansk politik, udenrigspolitik, erhverv og samfundsøkonomi, kunst og kultur samt teknologi og videnskab. Det blev grundlagt i 1857 i Boston som The Atlantic Monthly og er siden udkommet omtrent en gang om måneden. Bladet har over en million abonnenter og er et af USA's største magasiner. Det tager normalt ikke partipolitisk stilling, men har været kritisk overfor præsident Donald Trump, siden han vandt sit første præsidentvalg i 2016.

## Historie
The Atlantic blev grundlagt i 1857 i Boston som The Atlantic Monthly, et litterært og kulturelt magasin, der bragte førende skribenters kommentarer om uddannelse, antislaveribevægelsen og andre vigtige politiske temaer i den periode. Blandt dets grundlæggere var Francis H. Underwood og prominente skribenter talte Ralph Waldo Emerson, Oliver Wendell Holmes, Henry Wadsworth Longfellow, Harriet Beecher Stowe og John Greenleaf Whittier. James Russell Lowell var mediets første redaktør. I det 19. og 20. århundrede udgav magasinet også den årlige The Atlantic Monthly Almanac.
Magasinet blev købt i 1999 af forretningsmanden David G. Bradley, som omdannede det til et alment tidsskrift, der især var målrettet seriøse amerikanske læsere og opinionsdannere. I 2017 solgte han aktiemajoriteten til Laurene Powell Jobs' Emerson Collective.
Magasinet blev udgivet månedligt indtil 2001, hvor der blev udsendt 11 numre. Siden 2003 har der årligt været 10 numre. Mediet fjernede ordet "Monthly" fra forsiden fra januar/februar 2004-udgaven og ændrede officielt navnet i 2007. I 2024 meddelte mediet, at det ville gå tilbage til månedlige udgaver i 2025.
The Atlantic er et af USA's største magasiner. I 2024 fik magasinet for første gang én million abonnenter og gav overskud, tre år efter, at det havde tabt 20 millioner dollar i et enkelt år og måttet fyre 17 % af de ansatte.

## Politiske holdninger
The Atlantic har med Jeffrey Goldberg som redaktør ført en redaktionel linje, der har været krtisk overfor Donald Trump. Bladet anbefaler normalt ikke en kandidat ved de amerikanske præsidentvalg, men har gjort en undtagelse i valgene 2016-2024, hvor Trump stillede op, og hvor magasinet hver gang har anbefalet at stemme på hans modkandidat.

## Priser
I 2016 blev tidsskriftet udnævnt til "Magazine of the Year" af American Society of Magazine Editors. I 2022 vandt dets journalister Pulitzerprisen for første gang i bladets 168-årige historie, og i 2022, 2023, og 2024 vandt The Atlantic American Society of Magazine Editors' pris for "general excellence".